# Fabrice Pancrate
Fabrice Pancrate (París, 2 de mayo de 1980) es un exfutbolista francés que jugaba de delantero. Su último club fue el FC Nantes de la Ligue 2 de Francia.

## Biografía
Comienza a despuntar en el Paris Saint-Germain de ahí es cedido al Real Betis. El 4 de febrero de 2007 marcó su primer gol con la camiseta verdiblanca contra el Athletic Club en la jornada 21º de la liga española de primera división, cuando sólo llevaba 3 minutos en el terreno de juego y fue el primer balón que tocó.
Estuvo unas jornadas lesionado. A pesar de que en el Real Betis solo metió un gol, era un complemento perfecto para los demás delanteros del Real Betis, como Robert, Dani o Edú. Tras su periplo por España, vuelve a Francia. Va cedido en la temporada 2007-2008 al FC Sochaux. Tras finalizar la temporada vuelve al Paris Saint-Germain donde permanece una temporada hasta fichar por el Newcastle United. En el mercado de invierno del 2011  , abandona el Newcastle United rumbo al AE Larisa griego.
Actualmente juega en el FC Nantes.

## Clubes
| Club                | País       | Año       |
| ------------------- | ---------- | --------- |
| CS Louhans-Cuiseaux | Francia    | 1999-2000 |
| EA Guingamp         | Francia    | 2000-2002 |
| Le Mans UC72        | Francia    | 2002-2004 |
| Paris Saint-Germain | Francia    | 2004-2007 |
| Real Betis          | España     | 2007      |
| FC Sochaux          | Francia    | 2007-2008 |
| Paris Saint-Germain | Francia    | 2008-2009 |
| Newcastle United    | Inglaterra | 2009-2011 |
| AE Larisa           | Grecia     | 2011      |
| FC Nantes           | Francia    | 2011-2014 |

## Palmarés
- 1 Copa de Francia